# Daggett County
Daggett County ist ein County im Bundesstaat Utah der Vereinigten Staaten. 2020 hatte Daggett County 935 Einwohner. Der Verwaltungssitz (County Seat) ist Manila.

## Geographie
Nach Angaben des US Census Bureau bedeckt das Daggett County eine Fläche von 1873 Quadratkilometern, davon sind 64 Quadratkilometer Wasserflächen. Im nördlichen Teil befindet sich das Flaming Gorge Reservoir. Das County grenzt im Uhrzeigersinn an die Countys: Uinta County (Wyoming), Moffat County (Colorado), Uintah County, Duchesne County und Summit County. Über 90 % des Landes im County befindet sich im Bundeseigentum.

## Geschichte
Daggett County wurde 1918 gegründet. Es hat seinen Namen nach Ellworth Daggett, dem ersten Landvermesser erhalten.
Lange Jahre hatte das County nur wenige Hundert Einwohner. Durch den Bau des Flaming-Gorge-Staudammes Ende der 1950er-Jahre vervielfachte sich die Bevölkerungszahl schlagartig, ging aber nach dessen Fertigstellung 1964 schnell wieder zurück. Erst bei der Volkszählung 2010 hatte das Daggett County wieder über 1000 Einwohner.

## Demografische Daten

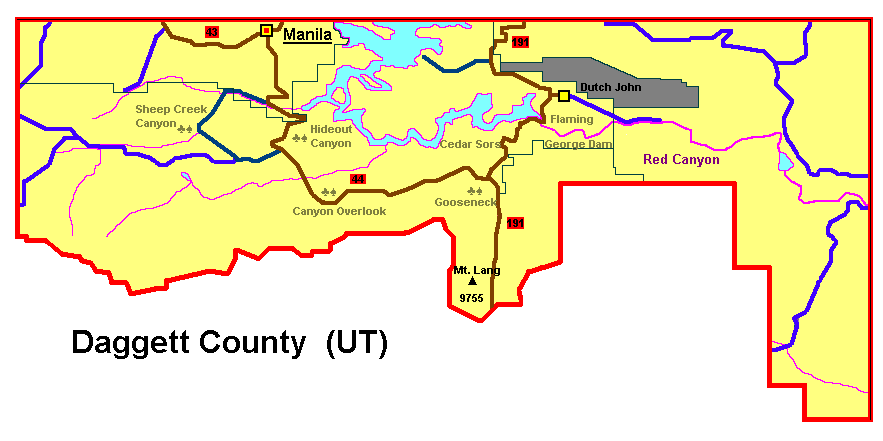
Daggett County (UT) Details

Nach der Volkszählung im Jahr 2000 lebten im Daggett County 921 Menschen. Es gab 340 Haushalte und 240 Familien. Die Bevölkerungsdichte betrug 1 Einwohner pro Quadratkilometer. Ethnisch betrachtet setzte sich die Bevölkerung zusammen aus 94,57 % Weißen, 0,65 % Afroamerikanern, 0,76 % amerikanischen Ureinwohnern, 0,11 % Asiaten, 0,00 % Bewohnern aus dem pazifischen Inselraum und 2,39 % aus anderen ethnischen Gruppen; 1,52 % stammten von zwei oder mehr ethnischen Gruppen ab. 5,10 % der Bevölkerung waren spanischer oder lateinamerikanischer Abstammung.
Von den 340 Haushalten hatten 27,10 % Kinder und Jugendliche unter 18 Jahre, die bei ihnen lebten. 62,90 % waren verheiratete, zusammenlebende Paare, 4,40 % waren allein erziehende Mütter. 29,40 % waren keine Familien. 25,90 % waren Singlehaushalte und in 7,40 % lebten Menschen im Alter von 65 Jahren oder darüber. Die Durchschnittshaushaltsgröße betrug 2,48 und die durchschnittliche Familiengröße lag bei 3,02 Personen.
Auf das gesamte County bezogen setzte sich die Bevölkerung zusammen aus 23,20 % Einwohnern unter 18 Jahren, 8,90 % zwischen 18 und 24 Jahren, 27,40 % zwischen 25 und 44 Jahren, 27,00 % zwischen 45 und 64 Jahren und 13,50 % waren 65 Jahre alt oder darüber. Das Durchschnittsalter betrug 39 Jahre. Auf 100 weibliche Personen kamen 125,20 männliche Personen, auf 100 Frauen im Alter ab 18 Jahren kamen statistisch 132,60 Männer.
Das jährliche Durchschnittseinkommen eines Haushalts betrug 30.833 USD, das Durchschnittseinkommen der Familien betrug 41.484 USD. Männer hatten ein Durchschnittseinkommen von 35.938 USD, Frauen 21.583 USD. Das Prokopfeinkommen betrug 15.511 USD. 5,50 % der Bevölkerung und 4,40 % der Familien lebten unterhalb der Armutsgrenze. 5,60 % davon waren unter 18 Jahre und 1,60 % waren 65 Jahre oder älter.

## Städte und Orte
- Manila
- Dutch John, Census-designated place